# Ernest L. Eliel

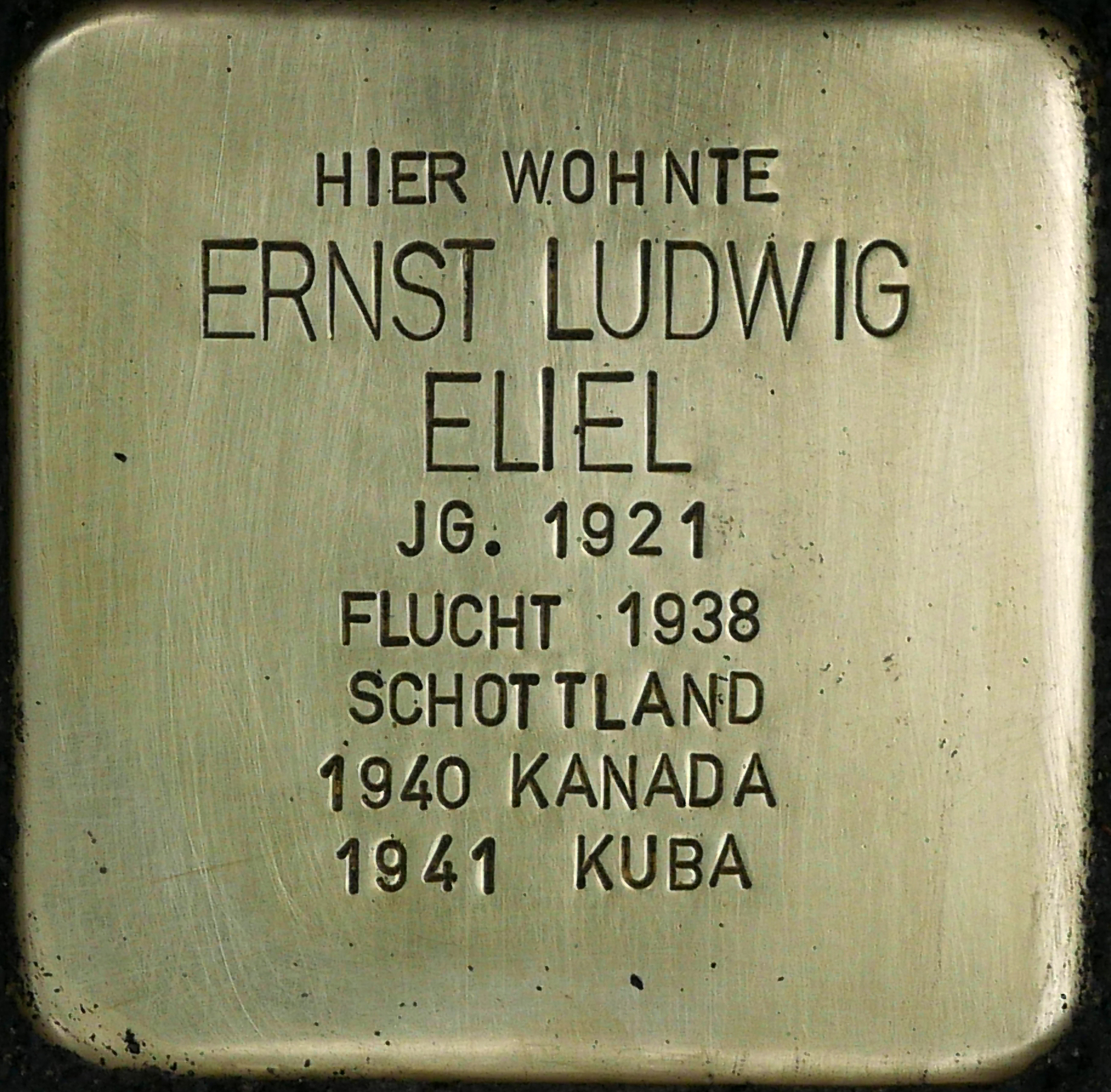
Stolperstein für Ernst Ludwig Eliel (Köln, Voigtelstraße 22)

Ernest Ludwig Eliel, ursprünglich Ernst Ludwig Eliel, (* 28. Dezember 1921 in Köln; † 28. September 2008 in Chapel Hill, North Carolina) war ein US-amerikanischer Chemiker (Stereochemie, Organische Chemie).

## Leben
Ernst Eliel wurde als jüngster Sohn des Kölner Juristen Oskar Eliel und seiner Frau Luise, geb. Tietz in Köln geboren. Eliel floh aus Deutschland vor den Nationalsozialisten über Schottland, Kanada und Kuba, wo er sein Studium an der Universität von Havanna begann, an der er 1946 in Chemie promoviert wurde. Dann ging er in die USA und wurde 1948 an der University of Illinois in Organischer Chemie bei Harold Ray Snyder promoviert. Danach war er zunächst Instructor und dann Professor an der University of Notre Dame, an der er 1964 bis 1966 der Chemie-Fakultät vorstand, und ab 1972 war er William Rand Kenan Jr. Professor an der University of North Carolina in Chapel Hill.
Er war vor allem für Forschungen zur Stereochemie bekannt und galt darin als Autorität in den USA mit einem einflussreichen Lehrbuch und Standardwerk, das bereits 1962 erschien. Er befasste sich mit Konformationsanalyse, asymmetrischer Katalyse, organischen Schwefelverbindungen, Chemie von Heterocyclen und Carbanionen und kernmagnetischer Resonanz. Mit Horst Kessler und Gerhard Binsch führte er 1971 den Begriff Topomerisierung und Topomer ein.
1975/76 war er als Guggenheim Fellow in Stanford und Princeton und 1983/84 an der Duke University. 1981 war er C. V. Raman-Gastprofessor in Madras, 1992 Präsident der American Chemical Society. 
1968 erhielt er die Lavoisier-Medaille der französischen chemischen Gesellschaft, 1995 den Pimentel-Preis und die Priestley Medal, sowie 1997 den NAS Award for Chemistry in Service to Society. Er war Fellow der National Academy of Sciences, der American Association for the Advancement of Science (deren Chemie-Sektion er 1991/92 vorstand), der Royal Society of Chemistry und der American Academy of Arts and Sciences (1980).
Eliel starb 2008 im Alter von 86 Jahren und wurde auf dem Judea Reform Congregation Cemetery in Chapel Hill Township beigesetzt. Er hinterließ seine Frau Eva geb. Schwarz und zwei Töchter.
Am 25. September 2019 wurden im Gedenken an Ernest Eliel und seine Eltern Oskar und Luise Eliel in Köln-Braunsfeld vor dem Haus der Familie auf Initiative des Deutschen Alpenvereins, Sektion Rheinland-Köln drei Stolpersteine verlegt.

## Schriften
- Stereochemistry of Carbon Compounds, McGraw Hill 1962
  - Deutsche Ausgabe: Grundlagen der Stereochemie, Birkhäuser 1972, 2. Auflage 1977
- mit Samuel H. Wilen: Stereochemistry of Organic Compounds, Wiley 1994
  - Deutsche Übersetzung: Organische Stereochemie, Wiley-VCH 1998 (übersetzt und bearbeitet von Henning Hopf, Johann Mulzer), sowie davor als Stereochemie der Kohlenstoffverbindungen, Weinheim: VCH 1966
- mit Samuel H. Wilen, Michael P. Doyle: Basic organic stereochemistry, Wiley 2001
- Conformational Analysis, American Chemical Society 1981 (zuerst Interscience 1965)
- From Cologne to Chapel Hill, American Chemical Society 1990 (Autobiographie)